# بخش ژیندونگ
بخش ژیندونگ (به لاتین: Jindong District) یک منطقهٔ مسکونی در چین است که در جینهوا واقع شده‌است.